# Грасьяс
Гра́сьяс (исп. Gracias) — муниципалитет и город в Гондурасе, административный центр департамента Лемпира,
Расположен на западе Республики Гондурас, в 5 часах езды от столицы города Тегусигальпа и в часе езды от города Санта-Роса-де-Копан. Город находится у подножия горы Селаке, самой высокой вершины Гондураса, высотой 2849 м над уровнем моря.
Площадь — 449,1 км². Высота центра — около 800 м над уровнем моря.

## История
Основан в октябре 1536 года Гонсало де Альварадо-и-Чавесом, двоюродным братом конкистадора Педро де Альварадо.
Слово gracias с испанского означает «спасибо». Легенда гласит, что уставшие испанские путешественники после долгого пути по горам, придя в место, где ныне расположен город, сказали «Gracias a Dios hemos llegado a tierra plana», что означает «Слава Богу, мы добрались до плоской земли».
В 1544 году город стал столицей региона Аудиенсия де лос Конфинес. В 1549 году столица была перенесена в Антигуа, а Гондурас стал провинцией в Генерал-капитанства Гватемала до 1821 года. Столица государства Гондурас в 1863 г.

## Население
| Год  | Численность | Численность |
| ---- | ----------- | ----------- |
| 2013 | 47 622      |             |

В 2013 году в городе проживало 12 697 жителей, а в муниципалитете — 47 622 человека.

## Экономика
В городе есть несколько банковских отделений, ресторанов, рынков, больница, университетские центры, средние, начальные и университетские школы, радиостанции, местные телевизионные станции, а также различные ремесленные мастерские. Всё это возникло, благодаря социально-экономическим улучшениям, вызванным национальным и иностранным туризмом. Имеется также взлётно-посадочнвя полоса длиной 1300 м, открытая в октябре 2013 г.
Город является одним из наиболее посещаемых туристами городов Гондураса. Большинство населения муниципалитета занимается сельским хозяйством, скотоводством, лесным хозяйством и рыболовством.
Туризм основан на исторических и природных достопримечательностях города, включая колониальные церкви, гору Селаке и горячие источники.

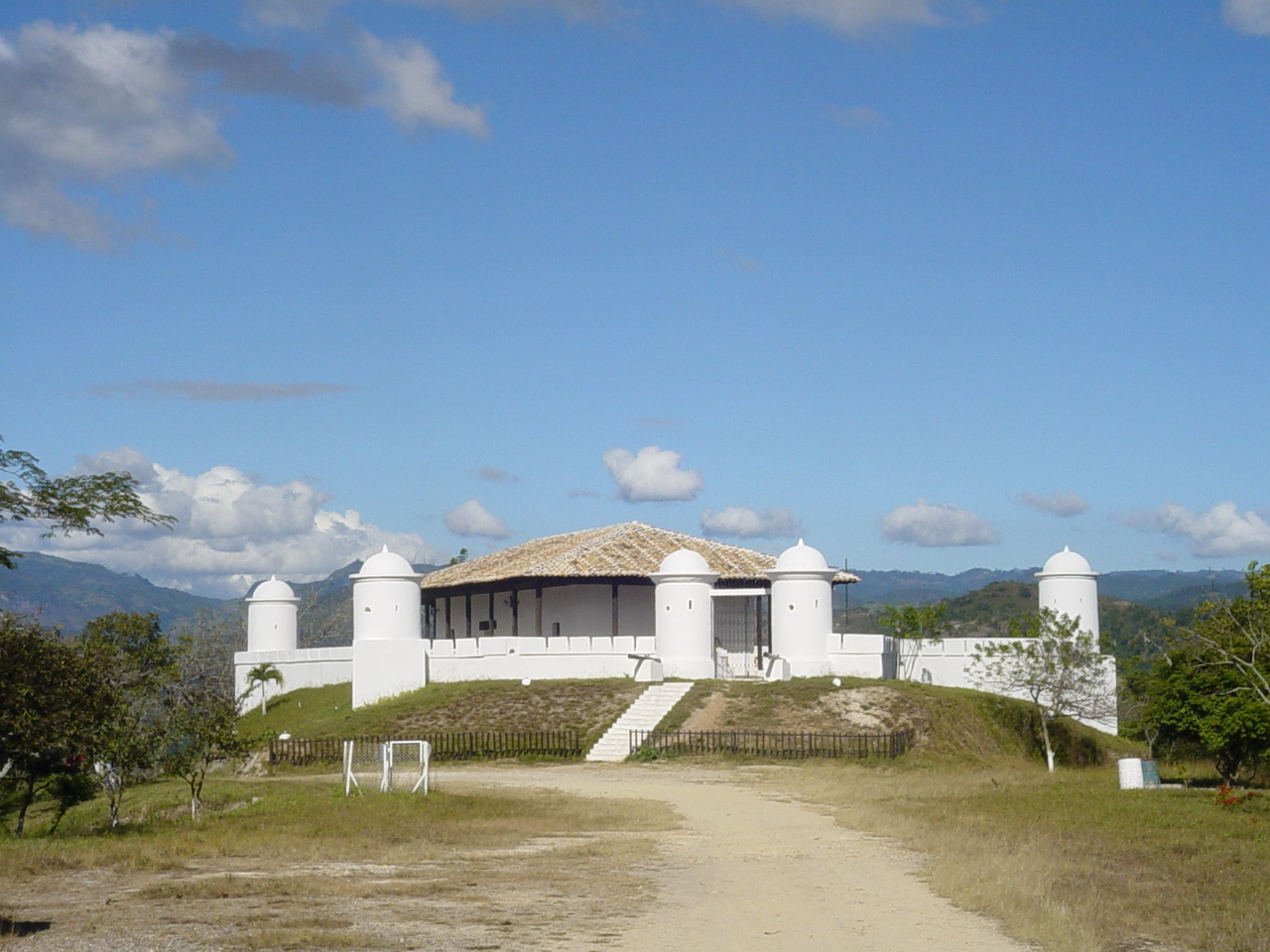
Форт Сан-Кристобаль

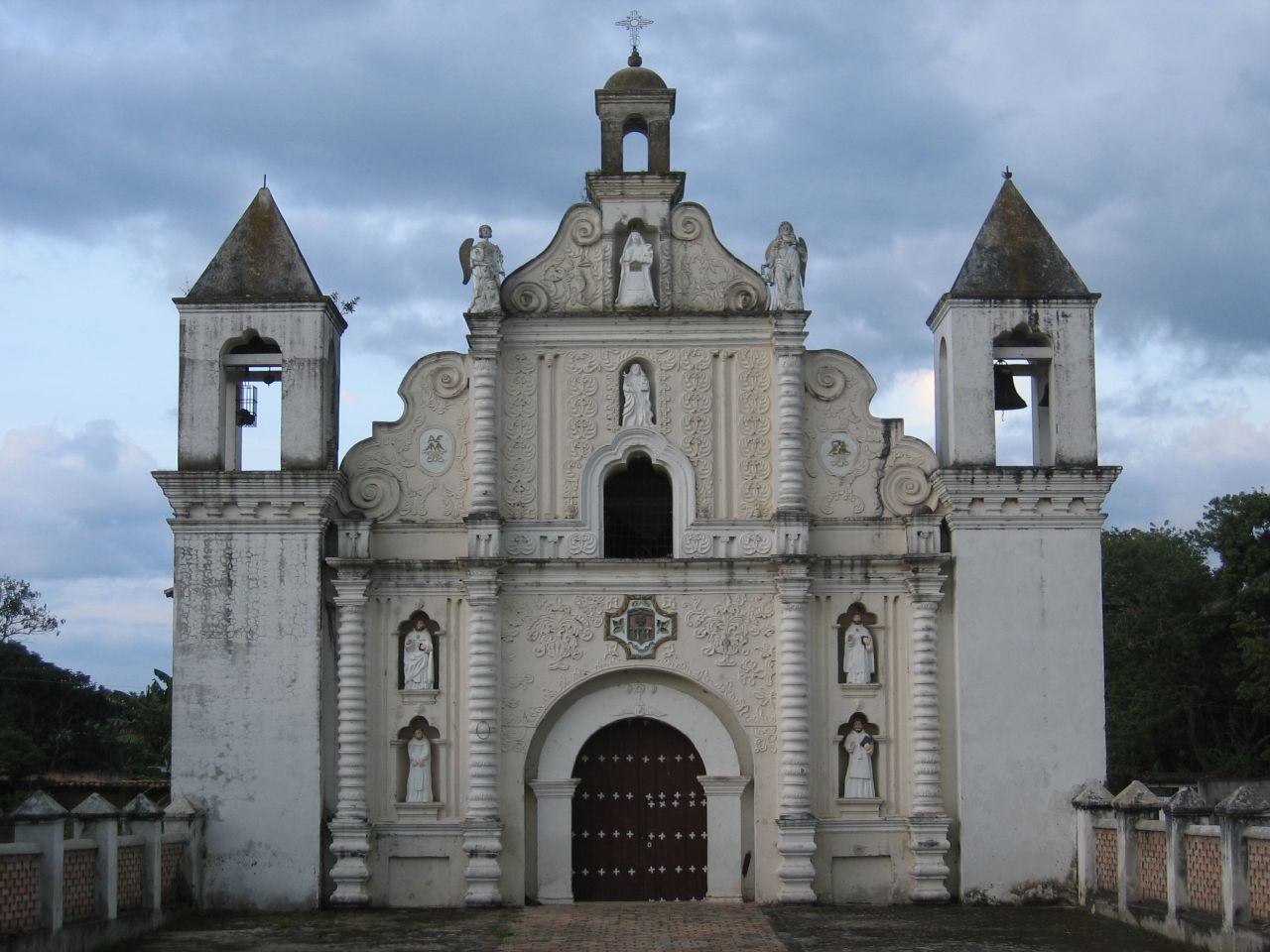
Колониальная церковь

## Климат
Климат преимущественно носит муссонный характер.

## Известные уроженцы
- Милья Гевара, Хосе Франсиско (1789-?) — глава Гондураса (1832—1833).